# 舍马泽
舍马泽（法語：Chemazé，法語發音：[ʃəmaze]）是法国马耶讷省的一个市镇，位于该省南部，属于贡捷堡区。

## 地理
舍马泽（47°47'14"N, 0°46'29"W）面积38.54 平方千米，位于法国卢瓦尔河地区大区马耶讷省，该省份为法国西北部内陆省份，北起芒什省和奧恩省，西接伊勒-维莱讷省，南至曼恩-卢瓦尔省，东临萨尔特省。
与舍马泽接壤的市镇（或旧市镇、城区）包括：梅尼勒、马耶讷河畔贡捷堡、蓝色安茹地区瑟格雷、普雷当茹。

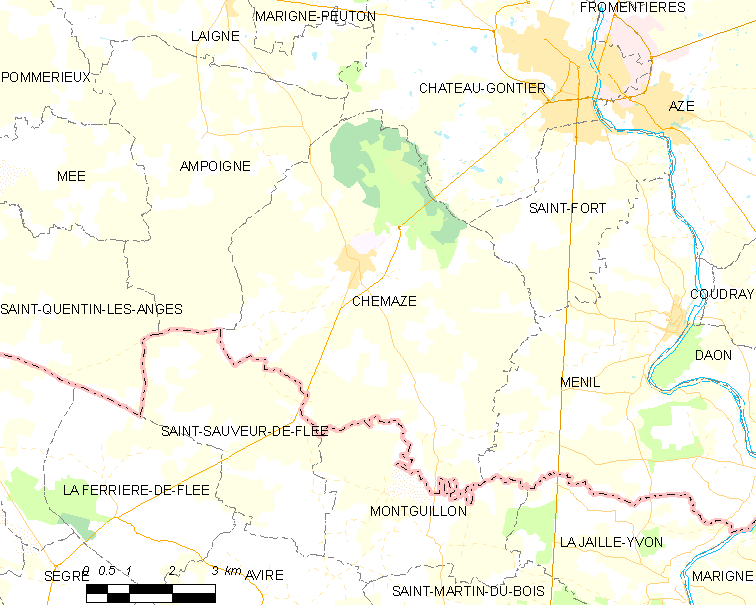
舍马泽的OSM定位图

舍马泽的时区为UTC+01:00、UTC+02:00（夏令时）。

## 行政
舍马泽的邮政编码为53200，INSEE市镇编码为53066。

## 政治
舍马泽所属的省级选区为马耶讷河畔贡捷堡第一县。

## 人口

1962-2008年间舍马泽人口变化图示

舍马泽于2022年1月1日时的人口数量为1363人。